# أرمان بورل
أرمان بورل (بالفرنسية: Armand Borel) (21 مايو 1923 - 11 أغسطس 2003) هو رياضياتي سويسري، وُلِد في لا شو دو فون، وكان أستاذًا دائمًا في معهد الدراسات المتقدمة في برنستون، نيوجيرسي في الولايات المتحدة بين عامي 1957 و1993. عمل في حقل الطوبولوجيا الجبرية ونظرية زمر لي، وكان واحدًا من مؤسسي النظرية المعاصرة للزمر الجبرية الخطية.